# Trešnjevo (Andrijevica)
Pour les articles homonymes, voir Trešnjevo.
Trešnjevo (en serbe cyrillique : Трешњево) est un village du nord-est du Monténégro, dans la municipalité d'Andrijevica.

## Démographie

### Évolution historique de la population
| 1948 | 1953 | 1961 | 1971 | 1981 | 1991 | 2003 |
| ---- | ---- | ---- | ---- | ---- | ---- | ---- |
| 798  | 825  | 761  | 719  | 649  | 623  | 539  |